# Mistrzostwa ZSRR w hokeju na lodzie
Mistrzostwa ZSRR w hokeju na lodzie (ros. Чемпионат СССР по хоккею с шайбой) – rozgrywki o mistrzostwo Związku Radzieckiego w hokeju na lodzie, odbywały się w latach 1946–1991.

## Historia
Rozgrywki organizowano od 1946 roku, aż do czasu rozpadu ZSRR, gdy powstało 15 niepodległych państw. Wówczas nowe kraje postsowieckie ustanowiły swoje narodowe (a także międzynarodowe) rozgrywki hokejowe.
W sezonie 1991–1992 rozgrywano Mistrzostwa WNP w hokeju na lodzie. Pierwszym i ostatnim mistrzem ZSRR był Dinamo Moskwa. Najbardziej utytułowanym klubem w historii rozgrywek o mistrzostwo ZSRR był CSKA Moskwa, który wywalczył 32 mistrzostwa w 46-letniej historii tych rozgrywek, a pozostałymi mistrzami ZSRR były również tylko kluby z Moskwy.
Od 1992 roku rozgrywki zostały zastąpione przez MHL (Superliga rosyjska w hokeju na lodzie).

## Medaliści rozgrywek
| Sezon     | Złoty medal            | Srebrny medal          | Brązowy medal          |
| --------- | ---------------------- | ---------------------- | ---------------------- |
| 1946/1947 | Dinamo Moskwa          | CDKA Moskwa            | Spartak Moskwa         |
| 1947/1948 | CDKA Moskwa            | Spartak Moskwa         | Dinamo Moskwa          |
| 1948/1949 | CDKA Moskwa            | WWS Moskwa             | Dinamo Moskwa          |
| 1949/1950 | CDKA Moskwa            | Dinamo Moskwa          | Krylja Sowietow Moskwa |
| 1950/1951 | WWS Moskwa             | Dinamo Moskwa          | Krylja Sowietow Moskwa |
| 1951/1952 | WWS Moskwa             | CDSA Moskwa            | Dinamo Moskwa          |
| 1952/1953 | WWS Moskwa             | CDSA Moskwa            | Dinamo Moskwa          |
| 1953/1954 | Dinamo Moskwa          | CDSA Moskwa            | Krylja Sowietow Moskwa |
| 1954/1955 | CSK MO Moskwa          | Krylja Sowietow Moskwa | Dinamo Moskwa          |
| 1955/1956 | CSK MO Moskwa          | Krylja Sowietow Moskwa | Dinamo Moskwa          |
| 1956/1957 | Krylja Sowietow Moskwa | CSK MO Moskwa          | Dinamo Moskwa          |
| 1957/1958 | CSK MO Moskwa          | Krylja Sowietow Moskwa | Dinamo Moskwa          |
| 1958/1959 | CSK MO Moskwa          | Dinamo Moskwa          | Krylja Sowietow Moskwa |
| 1959/1960 | CSK MO Moskwa          | Dinamo Moskwa          | Krylja Sowietow Moskwa |
| 1960/1961 | CSKA Moskwa            | Torpedo Gorki          | Lokomotiw Moskwa       |
| 1961/1962 | Spartak Moskwa         | Dinamo Moskwa          | CSKA Moskwa            |
| 1962/1963 | CSKA Moskwa            | Dinamo Moskwa          | Spartak Moskwa         |
| 1963/1964 | CSKA Moskwa            | Dinamo Moskwa          | Spartak Moskwa         |
| 1964/1965 | CSKA Moskwa            | Spartak Moskwa         | Chimik Woskriesiensk   |
| 1965/1966 | CSKA Moskwa            | Spartak Moskwa         | Dinamo Moskwa          |
| 1962/1967 | Spartak Moskwa         | CSKA Moskwa            | Dinamo Moskwa          |
| 1967/1968 | CSKA Moskwa            | Spartak Moskwa         | Dinamo Moskwa          |
| 1968/1969 | Spartak Moskwa         | CSKA Moskwa            | Dinamo Moskwa          |
| 1969/1970 | CSKA Moskwa            | Spartak Moskwa         | Chimik Woskriesiensk   |
| 1970/1971 | CSKA Moskwa            | Dinamo Moskwa          | SKA Leningrad          |
| 1971/1972 | CSKA Moskwa            | Dinamo Moskwa          | Spartak Moskwa         |
| 1972/1973 | CSKA Moskwa            | Spartak Moskwa         | Krylja Sowietow Moskwa |
| 1973/1974 | Krylja Sowietow Moskwa | CSKA Moskwa            | Dinamo Moskwa          |
| 1974/1975 | CSKA Moskwa            | Krylja Sowietow Moskwa | Spartak Moskwa         |
| 1975/1976 | Spartak Moskwa         | CSKA Moskwa            | Dinamo Moskwa          |
| 1976/1977 | CSKA Moskwa            | Dinamo Moskwa          | Traktor Czelabińsk     |
| 1977/1978 | CSKA Moskwa            | Dinamo Moskwa          | Krylja Sowietow Moskwa |
| 1978/1979 | CSKA Moskwa            | Dinamo Moskwa          | Spartak Moskwa         |
| 1979/1980 | CSKA Moskwa            | Dinamo Moskwa          | Spartak Moskwa         |
| 1980/1981 | CSKA Moskwa            | Spartak Moskwa         | Dinamo Moskwa          |
| 1981/1982 | CSKA Moskwa            | Spartak Moskwa         | Dinamo Moskwa          |
| 1982/1983 | CSKA Moskwa            | Spartak Moskwa         | Dinamo Moskwa          |
| 1983/1984 | CSKA Moskwa            | Spartak Moskwa         | Chimik Woskriesiensk   |
| 1984/1985 | CSKA Moskwa            | Dinamo Moskwa          | Sokoł Kijów            |
| 1985/1986 | CSKA Moskwa            | Dinamo Moskwa          | Spartak Moskwa         |
| 1986/1987 | CSKA Moskwa            | Dinamo Moskwa          | SKA Leningrad          |
| 1987/1988 | CSKA Moskwa            | Dinamo Ryga            | Dinamo Moskwa          |
| 1988/1989 | CSKA Moskwa            | Chimik Woskriesiensk   | Krylja Sowietow Moskwa |
| 1989/1990 | Dinamo Moskwa          | CSKA Moskwa            | Chimik Woskriesiensk   |
| 1990/1991 | Dinamo Moskwa          | Spartak Moskwa         | Krylja Sowietow Moskwa |
| 1991/1992 | Dinamo Moskwa          | CSKA Moskwa            | Spartak Moskwa         |